# Ectogonia fumosa
Ectogonia fumosa là một loài bướm đêm trong họ Noctuidae.